# Päpstliche Unfehlbarkeit

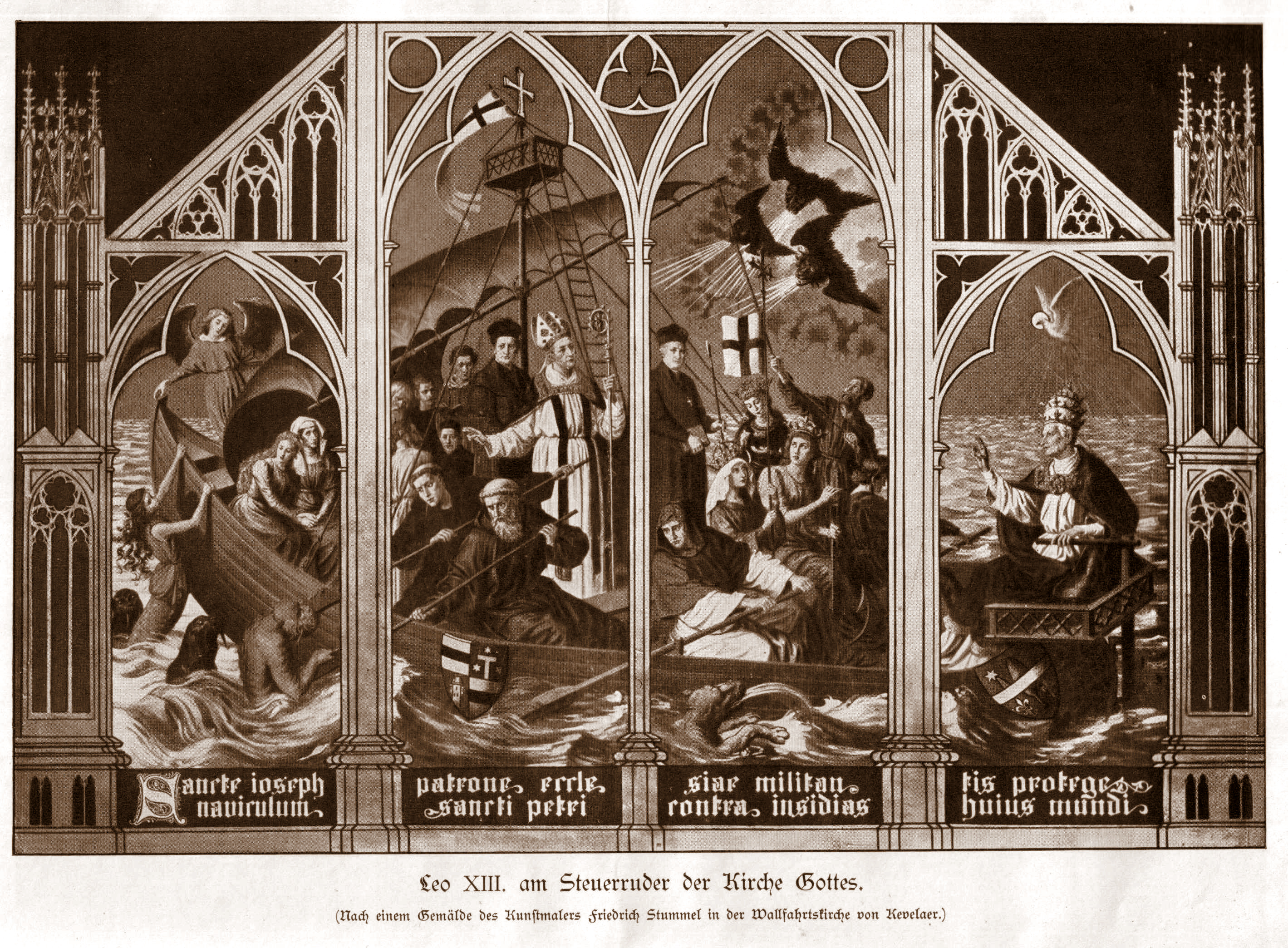
Der Papst als Nachfolger des Apostels Petrus und Bischof von Rom am Steuerruder der Kirche

In der katholischen Kirche ist die Unfehlbarkeit des Papstes (Infallibilität, lateinisch Infallibilitas) eine Eigenschaft, die – nach der Lehre des Ersten Vatikanischen Konzils (1870) unter Papst Pius IX. – dem römischen Bischof (Papst) zukommt, wenn er in seinem Amt als „Lehrer aller Christen“ (ex cathedra) eine Glaubens- oder Sittenfrage als endgültig entschieden verkündet. Entgegen einem weit verbreiteten Missverständnis bedeutet die päpstliche Unfehlbarkeit nicht, dass der Papst als Mensch keine Fehler macht. Die Unfehlbarkeit bezieht sich lediglich auf strittige theologische Fragen, in denen der Papst kraft seines Amtes eine verbindliche Entscheidung herbeiführen kann. 
Das Zweite Vatikanische Konzil sprach 1964 der Gesamtheit der Gläubigen ebenfalls Unfehlbarkeit zu: „Die Gesamtheit der Gläubigen, welche die Salbung von dem Heiligen haben, kann im Glauben nicht irren.“

## Geschichte

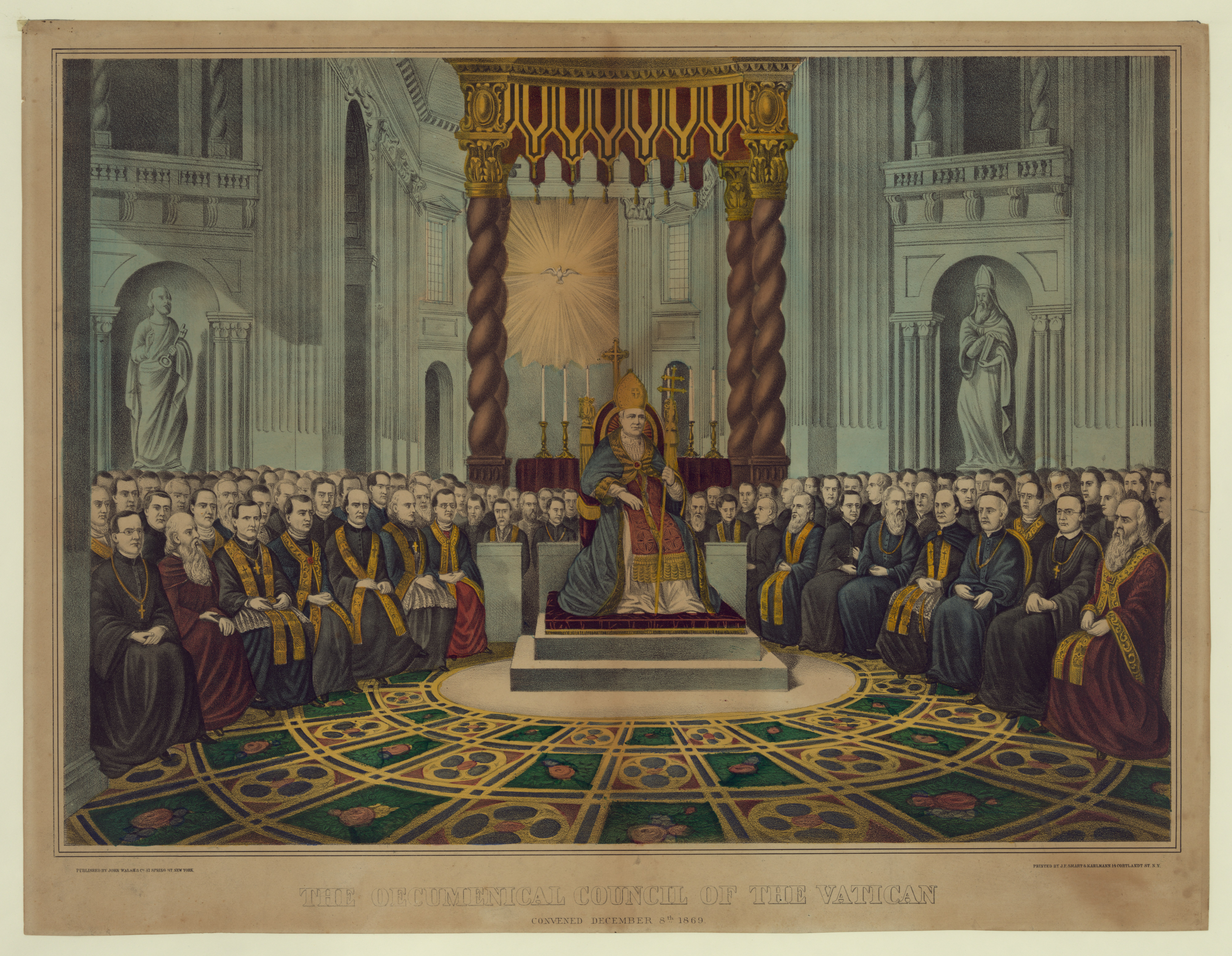
Papst Pius IX. und die Bischöfe auf dem Ersten Vatikanischen Konzil (Lithographie von 1870)

Das ab dem 8. Dezember 1869 tagende 1. Vatikanische Konzil wurde von Anfang an durch die Debatte über die päpstliche Unfehlbarkeit bestimmt. Sie teilte die Konzilsväter in zwei Lager, wobei fast der ganze deutsch-österreichische Episkopat und ein Teil des französischen Bischofskollegiums zu den Gegnern des geplanten Dogmas gehörte. Der Konzilsmehrheit gelang es, die Gegner von der für diese Frage bedeutendsten Kommission, der Kommission Deputatio Fidei, auszuschließen. Um nicht gegen das Dokument stimmen zu müssen, verließen um die 60 Bischöfe vor der endgültigen Abstimmung am 18. Juli 1870 die Stadt.
Die Diskussion über die päpstliche Unfehlbarkeit war jedoch mit der Abstimmung nicht beendet, nunmehr aber Dogma, an dessen absolute Verbindlichkeit man sich zu halten hatte. Es kam daher zur Abspaltung der Altkatholiken, die das Dogma nicht anerkennen wollten. Nach dieser Sitzung sollte das Konzil zwar weitergehen, doch hatte der Papst einen Urlaub bis 11. November 1870 erteilt, von dem bis auf knapp 100 Bischöfe alle Gebrauch machten. In zwei Generalkongregationen wurde noch über das Konzilsschema De Sede Episcopali vacante (über die Sedisvakanz) verhandelt.
An den Arbeiten zur Texterstellung war der an der päpstlichen Universität Gregoriana lehrende Jesuit Josef Kleutgen maßgeblich beteiligt. Der Kirchenrechtler Kardinal Mertel empfahl im Zusammenhang mit der Texterstellung die präzise Formulierung des Kasus und führte dazu aus: „Es geht nicht an, dass alles, was Päpste getan und gesagt haben, als Dogma gilt.“
Die Dogmatisierung verhalf in der Schweiz einer progressiven Verfassungrevision mit einem verschärften Antiklerikalismus zum Durchbruch; der Papst hatte dem Schweizer Freisinn vorgeworfen, eine „Synagoge des Satans“ zu bilden.

## Grundlagen und Definitionen
Grundlage theologisch begründeter Unfehlbarkeit ist hier nicht der Mensch, sondern Gott, der einem Menschen die Unfehlbarkeit aus bestimmten Gründen verleiht. Ein allmächtiger Gott kann nach dieser Meinung die Unfehlbarkeit eines Menschen bewirken. Nach römisch-katholischem Glauben hat Christus seiner Kirche zugesagt, der Heilige Geist werde sie in der Wahrheit lehren und erhalten (Joh 16,13 ), und in ihr das Bischofs- und Priesteramt für den Dienst der Einheit in der Wahrheit gestiftet (Mt 16,18 ). Daher gelten bestimmte Entscheidungen eines Konzils oder des Papstes als Nachfolger des Apostels Petrus als unfehlbar. Die katholische Kirche glaubt, da die von Menschen geschriebenen biblischen Texte zugleich das unfehlbare Wort Gottes seien, dass Gott auch weiterhin Menschen in bestimmten, amtlich nachvollziehbaren Fällen (Bischöfe, Papst) zu unfehlbaren Aussagen befähige. Hingegen ist ein amtsungebundenes, unfehlbares Charisma der katholischen Kirche unbekannt. Schon deshalb kann nach katholischer Auffassung die Begründung neuer Konfessionen nicht irrtumsfrei sein.
Die kirchenamtliche, geistliche Unfehlbarkeit bezieht sich nur auf als letztgültig (unwiderruflich) proklamierte Lehrentscheidungen in Glaubens- oder Sittenfragen. Sie wurde mit der dogmatischen Konstitution Pastor Aeternus auf dem Ersten Vatikanischen Konzil am 18. Juli 1870 unter Papst Pius IX. selbst als (unfehlbarer) Glaubenssatz verkündet. Die Definition lautet:

„Zur Ehre Gottes, unseres Heilandes, zur Erhöhung der katholischen Religion, zum Heil der christlichen Völker lehren und erklären wir endgültig als von Gott geoffenbarten Glaubenssatz, in treuem Anschluss an die vom Anfang des christlichen Glaubens her erhaltene Überlieferung, unter Zustimmung des heiligen Konzils: Wenn der Römische Papst in höchster Lehrgewalt (ex cathedra) spricht, das heißt: wenn er seines Amtes als Hirt und Lehrer aller Christen waltend in höchster apostolischer Amtsgewalt endgültig entscheidet, eine Lehre über Glauben oder Sitten sei von der ganzen Kirche festzuhalten, so besitzt er aufgrund des göttlichen Beistandes, der ihm im heiligen Petrus verheißen ist, jene Unfehlbarkeit, mit der der göttliche Erlöser seine Kirche bei endgültigen Entscheidungen in Glaubens- und Sittenlehren ausgerüstet haben wollte. Diese endgültigen Entscheidungen des Römischen Papstes sind daher aus sich und nicht aufgrund der Zustimmung der Kirche unabänderlich. Wenn sich jemand — was Gott verhüte — herausnehmen sollte, dieser unserer endgültigen Entscheidung zu widersprechen, so sei er ausgeschlossen.“

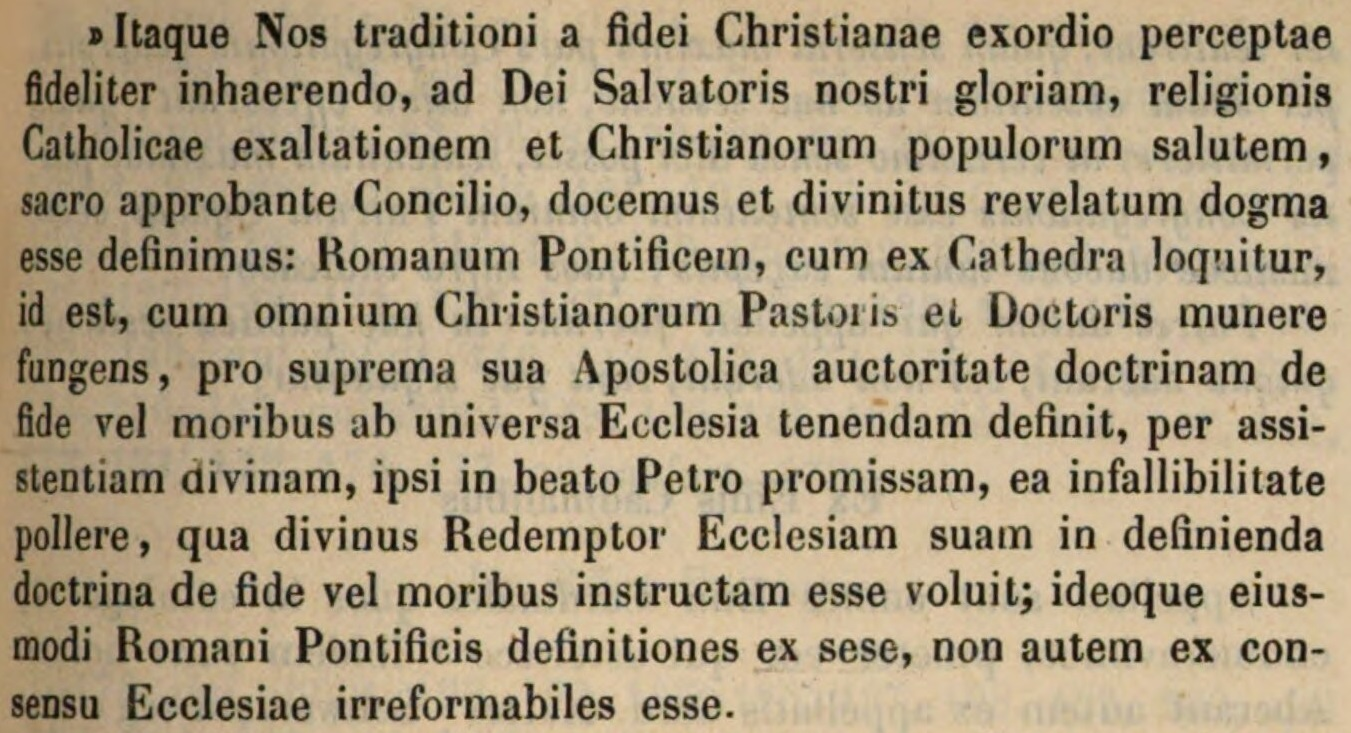
Lateinischer Text in den Acta Sanctae Sedis 1870

Nur wenn in aller Form (ex cathedra) eine Glaubensüberzeugung zum Dogma erklärt wird, gilt diese als verbindlich und irrtumsfrei. Es können jedoch nur solche Glaubensüberzeugungen als „festzuhalten“ zum Dogma erklärt werden, die nicht im Widerspruch zur Bibel und zur apostolischen Tradition stehen, wie sie in der katholischen Kirche geglaubt (sensus fidei) werden. Die Intention der päpstlichen Unfehlbarkeit ist also, dass der Papst bei einem Streit innerhalb der Kirche das „letzte Wort“ hat. Das Unfehlbarkeitsdogma darf nicht als Freibrief für willkürliche Erfindungen interpretiert werden.
Als unfehlbar gilt nur die dogmatische Aussage, die mit der Formel definimus et declaramus (oder vergleichbaren Formulierungen) eingeleitet wird; es gibt keine Pflicht, auch die theologischen und historischen Begründungen und weitergehenden Ausführungen innerhalb des Dokuments, in dem ein Dogma definiert wird, zu glauben.
Im Jahr 1854, also bereits vor der Konzilsdefinition, gab es bereits eine Verkündung, die dessen Bedingungen erfüllte, nämlich die von der „Unbefleckten Empfängnis Mariae“. Die römisch-katholische Kirche partizipiert an dem Dogma insofern, als dadurch Glaubenszweifel ausgeräumt werden, entsprechend dem Katechismus der Katholischen Kirche von 1992, § 889:

„Um die Kirche in der Reinheit des von den Aposteln überlieferten Glaubens zu erhalten, wollte Christus, der ja die Wahrheit ist, seine Kirche an seiner eigenen Unfehlbarkeit teilhaben lassen.“

Da das Erste Vatikanische Konzil mit dem Ausbruch des Deutsch-Französischen Krieges im Juli 1870 abgebrochen wurde, sind die Bestimmungen zur Unfehlbarkeit unvollständig geblieben. Über die Frage der Unfehlbarkeit der Kirche als ganzer und ihres Verhältnisses zur Unfehlbarkeit des Papstes sowie der Notwendigkeit der Rezeption eines ausgesprochenen Dogmas durch die Kirche gibt es dort keine gleichermaßen ausführlichen Bestimmungen wie für die päpstliche Unfehlbarkeit.
Das Zweite Vatikanische Konzil wiederholte in Lumen gentium die Lehre von der Unfehlbarkeit und integrierte sie in die Lehre vom Kollegium der Bischöfe (Nr. 18 und 25) sowie von der Irrtumslosigkeit der Gesamtheit der Gläubigen (Nr. 12). Das Bischofskollegium konstituiert sich jedoch nach katholischem Verständnis nur mit und unter dem Papst, so dass ein Bischof außerhalb der Gemeinschaft mit dem Papst nur unvollständige Amtsgewalt innehaben kann.

## Anwendung des Dogmas
Verglichen mit den Kontroversen, welche die Verkündung des Dogmas 1870 hervorrief, ist seine praktische Bedeutung sehr gering. Nur einmal hat ein Papst, Pius XII., seither davon Gebrauch gemacht, als er 1950 mit dem Schreiben Munificentissimus Deus die leibliche Aufnahme Marias in den Himmel verkündete. Von den vorherigen Lehrakten der Päpste gilt stets das Dogma der Unbefleckten Empfängnis Mariens (Pius IX., 1854) und fast immer auch die Bulle Benedictus Deus über die sofortige beseligende Gottesschau der Heiligen (Benedikt XII., 1336) als unfehlbar.
Der Nachfolger von Pius XII., Johannes XXIII., erklärte zu Beginn seiner Amtszeit sogar, dass er nicht beabsichtige, von dem Dogma weiteren Gebrauch zu machen. Als Kandidat für die nächste Dogmatisierung eines Glaubensartikels galt gerüchteweise die Coredemptrix-Formel, die Maria neben Christus zur „Miterlöserin“ erklären soll. Allerdings sprach sich Papst Benedikt XVI. in seiner Zeit als Kardinal gegen ein solches Dogma aus. Darüber hinaus gelten solche Dogmatisierungen, wie die Dogmen der unbefleckten Empfängnis und der leiblichen Aufnahme Mariens in den Himmel, heute vielen als nicht opportun, zumal sie auch dem ursprünglichen Sinn dogmatischer Definitionen nicht entsprechen, in einer aktuell heftig umstrittenen Glaubensfrage eine verbindliche Entscheidung herbeizuführen. Allerdings proklamierte Papst Paul VI. anlässlich des Konzils 1964 die Jungfrau Maria zur Mater Ecclesiae, zur „Mutter der Kirche“. Das zeitgleich beschlossene Schlusskapitel von Lumen gentium enthält nach Auffassung von Papst Johannes Paul II. alle wesentlichen Aussagen zu Maria, so dass mit weiteren Dogmen, die nur mehr „schmückende Wirkung“ hätten, nicht mehr zu rechnen ist.

## Ausformungen und theologische Diskussion
Die Unfehlbarkeit wurde auch innerhalb der Kirche durchaus kritisch betrachtet und führte beispielsweise zur Trennung zwischen den Altkatholiken und den römischen Katholiken. Anderen ging die Definition des Ersten Vatikanischen Konzils nicht weit genug. Über die Definition des Konzils hinaus wird die Unfehlbarkeit gelegentlich auch anderen Rechtsinstanzen der römisch-katholischen Kirche zugeschrieben. In jedem Fall gelten jedoch die Elemente obiger Definition für die Unfehlbarkeit als unverzichtbar. So muss die als unfehlbar vorgetragene Lehre vom Papst (mit-)verkündet werden und bei der Verkündigung der Lehre muss hinreichend deutlich auf die Unfehlbarkeit der Lehrentscheidung verwiesen werden.

### Der Papst im Allgemeinen
Nach obiger Definition der Unfehlbarkeit gelten Entscheidungen des Papstes in Glaubensfragen nur dann als unfehlbar, wenn er ex cathedra spricht. Dies beinhaltet, dass er seine Aussage sinngemäß als endgültig und verbindlich bezeichnen muss. Darüber hinaus wird gelegentlich irrtümlich die Meinung vertreten, er sei immer dann unfehlbar, wenn er sein Lehramt ausübe, beispielsweise bei Predigten, Apostolischen Rundschreiben oder Enzykliken. In der Kirchengeschichte finden sich einige Male irritierende Lehrmeinungen von Päpsten, die später von anderen Päpsten oder Konzilien als Irrtümer beurteilt wurden. So fanden sich bei Liberius uneindeutige Positionen zum Arianismus, bei Honorius I. ein „verdächtiger“ Vorschlag zum Monotheletismus, bei Nikolaus I. eine für ungenügend erachtete Taufformel und bei Johannes XXII. die Ablehnung der visio beatifica der Verstorbenen vor der Auferstehung des Fleisches (vgl. Benedictus Deus). Diese Lehrmeinungen wurden auch brieflich oder als Predigten und somit im Rahmen des gewöhnlichen Lehramts vorgetragen, jedoch nie mit Entscheidungsanspruch in der Sache. Die Zahl der unsicheren Fälle ist aber extrem gering.
Der häufig als „Beweis“ päpstlichen Irrtums zitierte Fall Galileo Galilei betrifft das päpstliche Amt nur mittelbar, da die sehr komplexe Materie von einer nachgeordneten Stelle beurteilt wurde. Außerdem betraf der theologische Streitpunkt die Bibelauslegung, nicht aber den wissenschaftlichen Erkenntnisstand. Für diesen ist das Papsttum nach eigener Auffassung jedenfalls unzuständig, da wissenschaftliche Erkenntnisse nie Teil der göttlichen Offenbarung sind.
Dem Papst wird aber auch in Ausübung seines ordentlichen Lehramts keine definitive Unfehlbarkeit zugestanden. Trotzdem gilt ein Vertrauensprinzip über den schmalen Bereich expliziter Definitionen hinaus. Was die Kirche in breiter Kontinuität ununterbrochen lehrt, darauf darf der Gläubige sich im Wesentlichen verlassen. Die umstrittene Enzyklika Humanae vitae betreffend, sagt etwa eine wachsende Zahl von moraltheologischen Experten, dass zuverlässig nicht sündigt, wer dieser päpstlichen Affirmation des überlieferten Ehebildes folgt. Explizite Definitionen zur Sittenlehre hat das kirchliche Lehramt allerdings bislang noch nicht ausgesprochen. Es ist im Allgemeinen zu vermuten, dass die Bischöfe oder der Papst in Ausübung des ordentlichen Lehramtes die wahre Lehre Christi verkünden. Dies gilt allenfalls nicht bei bekannten Häretikern. Auch ist der Papst nicht sündenfrei, weshalb er wie andere Gläubige die Beichte ablegt.
Bei einer Begegnung im Bistum Aosta am 25. Juli 2005 äußerte sich Papst Benedikt XVI. zur Unfehlbarkeit mit den Worten: „… aber ich möchte auch sagen, daß der Papst kein Orakel und – wie wir wissen – nur in den seltensten Fällen unfehlbar ist.“

### Bischöfe
Gelegentlich wird einzelnen Bischöfen oder bestimmten Bischofsversammlungen die Unfehlbarkeit zugesprochen. Allerdings wurden in der Kirchengeschichte jedoch sowohl von einzelnen Bischöfen als auch von Bischofskollegien Meinungen gelehrt, die später von der Kirche als Häresie abgelehnt wurden. Ein Beispiel sind die Beschlüsse des Konzils von Ephesos von Ephesus im Jahr 449 („Räubersynode“), die im Jahr 451 vom Konzil von Chalkedon abgelehnt und zurückgewiesen wurden. Aus diesem Grund wird einzelnen Bischöfen und Bischofssynoden nicht die Unfehlbarkeit zugestanden. Den Bischöfen im Allgemeinen und in ihrer kollegialen Gesamtheit wird die Unfehlbarkeit zwar zugestanden (und diese Unfehlbarkeit ist theoretisch unterschieden von der des Papstes), doch gilt dies nur für das eigentliche Bischofskollegium, welches den Papst als Oberhaupt enthält (ausgeübt in den Konzilien und im allgemeinen ordentlichen Lehramt, siehe unten), nicht für das „Bischofskollegium“ ohne Papst, aus dem mithin willkürlich der Bischof von Rom ausgenommen wurde. Auch das Bischofskollegium kann somit jedenfalls gegen die Meinung des Papstes keine Unfehlbarkeit beanspruchen.

### Konzilien
Konzilien besitzen gemäß katholischer Lehre dann die Unfehlbarkeit, wenn sie eine Lehre als endgültig und verbindlich bezeichnen und wenn der Papst dem jeweiligen Dokument zustimmt. Allerdings bezieht sich die Unfehlbarkeit nicht auf alle Konzilstexte, sondern lediglich auf die hinreichend als unfehlbar gekennzeichneten Passagen. Interessant ist, dass der Papst ohne Zustimmung eines Konzils (mithilfe seiner eigenen Unfehlbarkeit), das Konzil jedoch nur in Einheit mit dem Papst (mithilfe der Unfehlbarkeit des Bischofskollegiums) Glaubenssätze dogmatisieren kann; somit ist die Zustimmung eines Konzils zu einem Dogma nicht erforderlich. Freilich ist in der Regel davon auszugehen, dass der Papst auch in seinem Bereich im Einklang mit dem Bischofskollegium handeln wird; so ging den beiden päpstlichen Dogmen von 1854 und 1950 eine formelle Befragung des Bischofskollegiums (per Enzyklika) voraus, und diese Lehrakte genossen die Zustimmung der großen Mehrheit der Bischöfe.
Konzilstexte im Allgemeinen werden nicht als unfehlbare Definitionen angesehen. Darüber hinaus wird es bei der großen Menge veröffentlichter Konzilstexte als vermessen angesehen, alle Texte als unfehlbar anzusehen. Die Dogmatisierung umfangreicher Abhandlungen würde eher zu Glaubensunsicherheit denn zu einer Präzisierung des Glaubens führen, insbesondere wenn der jeweilige Text mehr als eine Interpretation zulässt. Daher wurde in vielen Konzilsdokumenten (beispielsweise in der Dogmatischen Konstitution über die Kirche Christi des ersten vatikanischen Konzils) genau festgelegt, welche Absätze unfehlbar sind. Außerdem werden die als dogmatisch verbindlich verkündeten Glaubensinhalte besonders prägnant formuliert, um den Interpretationsspielraum zu reduzieren. Jedenfalls als unfehlbar gelten die mit Anathema verbundenen Verwerfungen von falschen Glaubensaussagen.
Die große Masse des mit dem Merkmal der Unfehlbarkeit überlieferten Lehrguts kommt aus Konzilien.
Das Zweite Vatikanische Konzil verzichtete darauf, neue Glaubenssätze zu verkünden und als dogmatisch, endgültig oder verbindlich einzustufen. Formulierungen wie „wir erklären feierlich“, „wir lehren endgültig“ fehlen. Papst Johannes XXIII. brachte dies zum Ausdruck, indem er das Konzil als pastoral (im Gegensatz zu definitiv) einberief. Da den Konzilsvätern andererseits die einschlägigen theologischen Argumente und Formfragen zur Unfehlbarkeit bekannt waren, wird davon ausgegangen, dass sie absichtlich auf die Dogmatisierung einzelner Aussagen verzichteten. Dennoch gelten die wesentlichen Aussagen des II. Vaticanum als verbindliche Lehre der Kirche, die sich überdies auf diesem Konzil erstmals ausführlich mit ihrer eigenen Struktur und Aufgabe zusammenhängend befasste.

### Allgemeines und ordentliches Lehramt
Die „Gesamtheit der Bischöfe ist unfehlbar, wenn sie […] über den Erdkreis zerstreut eine Glaubens- oder Sittenlehre als von allen Gläubigen festzuhaltende Wahrheit vorlegen.“ Gefordert ist hierfür jedenfalls eine praktische Einmütigkeit, die den Papst einschließt. Die Schwierigkeit, einen solchen Lehrakt feststellen zu können, führt zu einer heute geringeren Bedeutung dieser Art unfehlbaren Lehrens, zumal da (etwa gegenüber der Urkirche) die Klärung von Streitfragen durch Konzilien und päpstliche Dogmen weit fortgeschritten ist. (Die Catholic Encyclopedia kommentierte: „Hence, for practical purposes and in so far as the special question of infallibility is concerned, we may neglect the so called magisterium ordinarium.“) Doch wurde in jüngerer Zeit die Frage nach der Frauenpriesterweihe so entschieden, indem der Papst die Existenz einer solchen unfehlbaren Lehre amtlich feststellte (Ordinatio sacerdotalis; vorhergangen war ein Nachweis der Tatsächlichkeit dieser Tradition u. a. in Inter insigniores).

### Allgemeines Glaubensgut und Tradition
Allgemein nimmt die katholische Kirche an, dass das gesamte, von Gott in Jesus Christus geoffenbarte Glaubensgut (auch Depositum fidei genannt) seit der Urkirche vorhanden ist (Abschluss der Offenbarung), soweit es für die Kirche notwendig ist. Sie nimmt ferner an, dass die mit dem Ende apostolischer Zeit vollständige Offenbarung zwar örtlich und zeitlich begrenzt von Irrtum verfälscht wurde, aber von der kirchlichen Tradition im Allgemeinen zuverlässig weitergegeben wurde. Zu unterscheiden ist der wesentliche Gehalt des Glaubens von den zeitgebundenen Ausdrucksformen. Das Kriterium der Unterscheidung ist dem kirchlichen Lehramt, Papst und Bischöfen, nicht aber einzelnen Bischöfen oder Theologen anvertraut. Glaubenssätze dürfen folglich, auch wenn ihr Verständnis zur Entwicklung fähig ist, im Kern nicht dem widersprechen, was „immer und überall“ von der Kirche geglaubt worden ist. Dies bedeutet, dass der betreffende Glaubenssatz auch unabhängig von einer Dogmatisierung wahr ist, dass lediglich die Kirche kein endgültiges Urteil darüber abgegeben hatte.
Hierbei werden gelegentlich die Irrtumslosigkeit der göttlichen Offenbarung, in kirchlicher Tradition des Wortes Gottes selbst, mit der päpstlichen Unfehlbarkeit verwechselt oder gleichgesetzt. Hierbei bezieht sich jedoch die päpstliche Unfehlbarkeit auf das päpstliche Urteil, welche Glaubensinhalte nun der göttlichen Offenbarung entsprechen, welche Aussagen aber Verfälschungen darstellen. Das Papsttum hat bewusst fast alle Streitfragen der theologischen Schulen bislang offen gelassen, so sogar im Fall der Aufnahme Mariens in den Himmel (definiert 1950) die Frage, ob die Mutter Jesu gestorben ist, bevor sie mit Leib und Seele in den Himmel aufgenommen wurde. Diese Zurückhaltung im Amtsgebrauch mahnt dazu, das Papsttum nicht vom Unfehlbarkeitsanspruch ausgehend „abwärts“, sondern von seinem täglichen Auftrag im Leben der Kirche her „aufsteigend“ zu verstehen.

## Kritik
Der katholische Kirchenhistoriker Hubert Wolf unterzieht das Dogma einer historischen Betrachtung und zitiert dabei den Dogmatiker Johannes Evangelist von Kuhn mit der Frage „Ist es möglich, bis zum 18. Juli [1870] etwas für unwahr und von da an für wahr zu halten?“ Er verdeutlicht das Problem an Papst Honorius I., der vom Ökumenischen Konzil von Konstantinopel (680/681) als Häretiker verurteilt wurde.
Im März 2016 rief der Theologe Hans Küng in einem offenen Brief an Papst Franziskus zu einer Überprüfung des Unfehlbarkeitsdogmas auf. Er sieht durch die „Unfehlbarkeitsideologie“ „alle Reformen seit dem Zweiten Vatikanischen Konzil blockiert, die eine Revision früherer dogmatischer Festlegungen erfordert hätten“. Erst durch eine freie ernsthafte Unfehlbarkeitsdiskussion sei eine wirkliche Erneuerung der Kirche möglich. Themen wie die Verständigung zwischen den Konfessionen, die gegenseitige Anerkennung der Ämter und des Abendmahls, Fragen von Ehescheidung, Frauenordination und Zölibat sowie der „katastrophale Priestermangel“ seien sonst nicht zu lösen. In seiner Antwort begrüßte der Papst Küngs Vorstoß, eine freie Diskussion über den seit 1870 geltenden Unfehlbarkeitsanspruch zu ermöglichen.